# Formica obscuripes
Formica obscuripes é uma espécie de formiga do gênero Formica, pertencente à subfamília Formicinae.